# Никканен, Маркус
Маркус Никканен (фин. Markus NikkanenMarcus Rafael Nikkanen; 26 января 1904 — 28 марта 1985) — фигурист из Финляндии, бронзовый призёр чемпионата мира 1933 года, бронзовый призёр чемпионата Европы 1930 года, десятикратный чемпион  Финляндии (1927—1930, 1934, 1935, 1938, 1939, 1945, 1946 годы) в мужском одиночном катании. На Олимпийских играх 1932 года остановился в шаге от бронзовой медали. На следующих играх занял 7-е место.

## Спортивные достижения

### Мужчины
| Соревнования/Сезоны  | 1927 | 1928 | 1929 | 1930 | 1931 | 1932 | 1933 | 1934 | 1935 | 1936 | 1937 | 1938 | 1939 | 1945 | 1946 |
| -------------------- | ---- | ---- | ---- | ---- | ---- | ---- | ---- | ---- | ---- | ---- | ---- | ---- | ---- | ---- | ---- |
| Зимние Олимпиады     |      | 6    |      |      |      | 4    |      |      |      | 7    |      |      |      |      |      |
| Чемпионаты мира      |      |      | 6    |      | 7    | 4    | 3    | 4    | 5    |      | 7    |      |      |      |      |
| Чемпионаты Европы    |      |      |      | 3    |      |      |      |      | 5    | 6    | 7    |      |      |      |      |
| Чемпионаты Финляндии | 1    | 1    | 1    | 1    |      |      |      | 1    | 1    |      |      | 1    | 1    | 1    | 1    |